# بيل كليفتون
بيل كليفتون (بالإنجليزية: Bill Clifton)‏ هو عازف جاز وعازف بيانو كندي وأمريكي، ولد في 6 يوليو 1916 في تورونتو في كندا، وتوفي في 26 فبراير 1967.

## وصلات خارجية
- بيل كليفتون على موقع IMDb (الإنجليزية)
- بيل كليفتون على موقع ميوزك برينز (الإنجليزية)
- بيل كليفتون على موقع ديسكوغز (الإنجليزية)